# Tour d'Argentine
Le Tour d'Argentine (en espagnol : Vuelta a Argentina) est une course cycliste par étapes disputée en Argentine. Une première édition a lieu en 1952 et a été remportée par le Belge Rik Van Steenbergen. Il faut attendre 1991 pour voir la deuxième édition. Deux autres tours sont organisés en 1999 et 2000 remportés respectivement par le Suédois Martin Rittsel et l'Argentin David Kenig.
Lors de l'édition 2000, l'Espagnol Saúl Morales (en) est percuté par un camion qui est rentré accidentellement sur le parcours. En signe de protestation, plusieurs équipes européennes se sont retirés de la course. Depuis cette édition, le Tour de l'Argentine n'a plus lieu.

## Palmarès
| Année | Vainqueur           | Deuxième            | Troisième        |
| ----- | ------------------- | ------------------- | ---------------- |
| 1952  | Rik Van Steenbergen | Stan Ockers         | Miguel Sevillano |
| 1991  | Omar Contreras      | Juan Marcelo Aguero | Gustavo Artacho  |
| 1999  | Martin Rittsel      | Zbigniew Piątek     | Martín Garrido   |
| 2000  | David Kenig         | Grzegorz Wajs       | Jairo Hernández  |